# Miami Dade Football Club
Miami Dade FC é um time americano de futebol sediado em Miami. O clube foi fundado em 2014 e atualmente está competindo no UPSL. A equipe joga seus jogos em casa no Tropical Park Stadium. Em novembro de 2015, o clube ganhou as manchetes internacionais ao anunciar que o ex-capitão da Seleção Brasileira, Emerson Ferreira da Rosa estava se juntando ao clube.

## História

### 2014: Miami Dade FC nasce
Os direitos de franquia da equipe para o NAL foram adquiridos pela empresa de investimento Linck Group em 1 de maio de 2014.
O Miami Dade Football Club, LLC foi registrado no Departamento de Estado da Flórida em 1 de maio de 2014 e em 20 de maio a equipe foi oficialmente anunciada como a 5ª franquia da conferência da NAL na Flórida.
O Miami Dade FC estreou na NAL em 30 de maio de 2014, em uma partida contra o Nacional SC, vencendo a partida por 3 a 1. Os jogadores Andres Perez e Kaique Negri marcaram os primeiros gols vencedores do clube.
Em 26 de julho, o Miami Dade FC foi coroado campeão da NAL depois de derrotar o Santos USA.

### 2015-2016: Nova liga
No dia 12 de março, o Miami Dade FC anuncia que fará parte da nova liga, a APSL, a partir de abril de 2015.
O Miami Dade FC foi derrotado nas semi-finais contra o Boca Raton FC, sendo eliminado e encerrando a temporada inaugural na APSL.
Em maio de 2016, o Miami Dade FC jogou sua primeira partida contra uma equipe nacional. O jogo foi uma partida de preparação da Copa América de 2016 contra a Seleção Haitiana na IMG Academy em Bradenton, FL. O jogo terminou em 4x1 para o Haiti.
O Miami Dade FC obteve sucesso imediato na APSL, vencendo o campeonato da temporada regular de 2016 com um recorde de 5 vitórias, 2 empates e nenhuma derrota.

### 2017: Campeões
Com os ex-jogadores da Seleção Brasileira Emerson Ferreira da Rosa e Gabriel Rodrigues dos Santos, o Miami Dade FC venceu o campeonato da temporada regular de 2017 de forma invicta.

### 2018 - presente
Em 2018, o Miami Dade FC ingressou na United Premier Soccer League. Durante sua primeira temporada, o clube conseguiu se classificar para os playoffs, mas não conseguiu avançar para a final. Em 2019, o Miami Dade FC não se classificou para os playoffs, terminando em 10º na classificação.
O Miami Dade FC participou do Campeonato Carioca de Beach Soccer de 2018. O torneio foi fundado em 1906 e conta com times brasileiros tradicionais como Flamengo e Vasco da Gama. O Miami Dade FC terminou em 3º no grupo e não se classificou para a final.
Em 29 de julho de 2019, o Miami Dade FC ficou em 2º lugar no Troféu Svema Karlstad, na Suécia, depois de perder para o FBK Karlstad na final.

## Cultura do clube
O nome Miami Dade FC vem do Condado de Dade, criado em 18 de janeiro de 1836, sob o Ato Territorial dos Estados Unidos. O condado recebeu o nome de Major Francis L. Dade, um soldado morto em 1835 na Segunda Guerra dos Seminoles, no que já vem sendo chamado de Campo de Batalha de Dade. No momento de sua criação, o Condado de Dade incluía uma área que agora contém os condados de Palm Beach e Broward, juntamente com Florida Keys ao norte da Bahia Honda Key e terras do atual Condado de Miami-Dade. A sede do condado estava originalmente em Indian Key, na Florida Keys; então, em 1844, a sede do condado foi transferida para Miami. A área de Florida Keys de Key Largo a Bahia Honda foram devolvidas ao Condado de Monroe em 1866. Em 1888, a sede do condado foi transferida para Juno, perto da atual Juno Beach, Flórida, retornando a Miami em 1899. Em 1909, o Condado de Palm Beach foi formado a partir da porção norte do que era então o Condado de Dade e, em 1915, o Condado de Palm Beach e o Condado de Dade contribuíram com partes quase iguais de terra para criar o que hoje é o Condado de Broward. Não houve alterações significativas nos limites do condado desde 1915.

## Reality Show
O Miami Dade FC participou do reality show (Sueño Fútbol), no qual os olheiros do Miami Dade FC tiveram que escolher um jogador dentre 25.000 candidatos. Produzido por RCN Televisión, o primeiro episódio do programa foi ao ar em 6 de março de 2016 com uma audiência de 3,2.

## Afiliação
Em fevereiro de 2016, o Miami Dade FC anunciou 2 novas franquias. Miami Dade FC Macaé, localizado no Rio de Janeiro, Brasil e Miami Dade FC Barranquilla, localizado em Barranquilla, Colômbia. Em 2019, o Miami Dade FC anunciou sua nova franquia BIFA em Ho Chi Minh, Vietnã e o Miami Dade FC RJ, localizado no Rio de Janeiro, Brasil.

## Cores e emblema
Em 5 de maio de 2014, o Miami Dade FC anunciou sua seleção de emblemas e cores oficiais do clube, escolhendo ser representado por uma palmeira e o oceano, além de azul e amarelo como cores primárias.

## Amistosos Internacionais
| June 22, 2014 | Cruzeiro                                                | 5 - 1  | Miami Dade FC     | Framingham, Massachusetts |  |
|               | Júlio Baptista 17' · Manoel 22' · Marlone 26', 44', 56' | Report | Diego Hurtado 60' | Estádio: Bowditch Field   |  |

| June 24, 2014 | Cruzeiro                     | 2 - 1  | Miami Dade FC         | Lawrence, Massachusetts                                       |  |
|               | Lucas Silva 28' · Egídio 73' | Report | Paulinho Le Petit 57' | Estádio: Veterans Memorial Stadium Árbitro: Boris Senic Marin |  |

| 3 de julho de 2015 | Barranquilla FC U-23 | 0 - 2  | Miami Dade FC                          | Barranquilla, Colômbia       |  |
|                    |                      | Report | Kerlon Moura 12' · Matheus Ayrolla 33' | Estádio: Uniautonoma Stadium |  |

| 5 de julho de 2015 | Uniautónoma F.C.                        | 4 - 0  | Miami Dade FC | Barranquilla, Colômbia                                |  |
|                    | Mejía 38' · Tapia 73' · Cortés 88', 90' | Report |               | Estádio: Estadio Metropolitano Árbitro: Juan Martinez |  |

| 25 de maio de 2016 | Haiti                                                         | 4 - 1 | Miami Dade FC      | Bradenton, FL                              |  |
|                    | Kervens Belfort 25', 75' · Kim Jaggy 73' · Kevin Lafrance 79' |       | Marcelo Norton 35' | Estádio: IMG Árbitro: Albert Chiti Escovar |  |

| January 29, 2017 | Junior Barranquilla 93                                                | 3 - 2  | Miami Dade FC                       | Puerto Colombia, Colombia                               |  |
|                  | Iván Valenciano 25' · Orlando Ballesteros 39' · Aldair Valenciano 80' | Report | Gabriel Rodrigues dos Santos 5' 65' | Estádio: Estadio Puerto Colombia Árbitro: Juan Martinez |  |

| 26 de julho de 2019 | Miami Dade FC                                            | 3 - 2  | IK Arvika Fotboll            | Arvika, Suécia                                                                    |  |
|                     | Brian Cabraley 25' · Simeon Okoro 77' · Lucas Soares 90' | Report | Simen Slåen Johansen 17' 65' | Estádio: Arvika Stadium Árbitro: Martin Thoren, Caroline Lindqvist, Pedram Najafi |  |

| 28 de julho de 2019 | Miami Dade FC | 0 - 4  | FBK Karlstad                                                | Karlstad, Suécia                                                                  |  |
|                     |               | Report | William Fernström 10' Fernström 27' Haytam 54' Molander 90' | Estádio: Karlstad Stadium Árbitro: Martin Thoren,Caroline Lindqvist,Pedram Najafi |  |